# بلاکپوینت-گرینپوینت (کالیفرنیا)
بلاکپوینت-گرینپوینت (به انگلیسی: Black Point-Green Point) یک منطقهٔ مسکونی در ایالات متحده آمریکا است که در شهرستان مارین، کالیفرنیا واقع شده‌است. بلاکپوینت-گرینپوینت ۷٫۵۰ کیلومتر مربع مساحت و ۳٬۸۷۹ نفر جمعیت دارد.